# Omer Huyse
Omer Huyse (Kortrijk, 22 augustus 1898 - Lowingen, 2 maart 1985) was een Belgisch wielrenner. In 1923 won hij het eindklassement van de Ronde van België voor Onafhankelijken. Hij was beroepsrenner van 1924 tot 1930. In de Ronde van Frankrijk 1924 won hij de etappe tussen Les Sables d'Olonne naar Bayonne.

## Resultaten in voornaamste wedstrijden
| Jaar | Ronde van Italië | Ronde van Frankrijk | Ronde van Spanje |
| ---- | ---------------- | ------------------- | ---------------- |
| 1924 |                  | 9e (1)              |                  |
| 1925 |                  | 7e                  |                  |
| 1926 |                  | 13e                 |                  |
| 1930 |                  | opgave              |                  |

| Jaar | Ronde van Vlaanderen | Parijs-Roubaix | Parijs-Tours |
| ---- | -------------------- | -------------- | ------------ |
| 1924 | 12e                  |                |              |
| 1925 |                      | 59e            | 18e          |
| 1926 |                      |                |              |
| 1930 |                      |                |              |

- Bibliothèque nationale de France: cb17071091z (data)
- Virtual International Authority File: 6472147605371557760000